# Коробов, Анатолий Васильевич
Анатолий Васильевич Коробов (13 [26] декабря 1907, дер. Гурьевская, Вологодская губерния — 3 октября 1967, Москва) — советский государственный деятель.

## Образование
В 1931 году окончил Вятский педагогический институт по специальности преподаватель политэкономии. Кандидат экономических наук (1936)

## Биография
Член Коммунистической партии с 1942 года.
С 1924 по 1928 год — конторщик-счетовод на бумажной фабрике, учитель, секретарь сельсовета, председатель рабочего комитета союза строителей в пос. Лальск.
С 1928 по 1931 год — студент Вятского педагогического института.
С 1931 по 1933 год — заместитель директора Вятского педагогического института.
С 1933 по 1938 год — аспирант, затем доцент Московского планового института.
С 1938 по 1951 год — руководитель группы, заместитель начальника отдела, начальник отдела, начальник Управления Госплана СССР.
С 1951 по 1953 год — заместитель Председателя Госплана СССР, помощник Председателя Совета Министров СССР.
С 1953 по 1958 год — Управляющий Делами Совета Министров СССР.
С 1958 по 1960 год — заместитель Министра финансов СССР.
С 1960 по 1963 год — заместитель председателя Государственно-экономического совета Совета Министров СССР, начальник сводного отдела народнохозяйственного плана Госплана СССР.
С 1963 по 1965 год — заместитель председателя Государственного планового комитета СССР — министр СССР.
С 1966 по 1967 год — персональный пенсионер союзного значения.
Награждён орденом Ленина и орденом Трудового Красного Знамени.
Похоронен в Москве на Новодевичьем кладбище.